# خميس الجهيناوي
خميس الجهيناوي (بالفرنسية: Khemaies Jhinaoui)‏ ولد في 5 أبريل 1954، هو محامي ودبلوماسي تونسي.

عمل كرئيس مكتب تونس في تل أبيب في إسرائيل، ثم سفيرا لتونس في المملكة المتحدة وبعدها في روسيا. عين بعد الثورة التونسية في منصب كاتب الدولة لدى وزير الخارجية التونسي في 2011. ثم في 2015، كان مستشارا للرئيس الباجي قائد السبسي مكلف بالدبلوماسية. وفي بداية 2016 عين وزيرا للخارجية في حكومة الحبيب الصيد.

## السيرة الذاتية

### الدراسات
لدى خميس الجهيناوي إجازة في القانون العام، وشهادة في الدراسات العليا المتخصصة في نفس الميدان، وكذلك شهادة الدراسات المعمقة في العلوم السياسية وفي العلاقات الدولية التي تحصل عليها بين 1978 و1979. في 1978، تحصل على شهادة الكفاءة في مهنة المحاماة. في 1998، أصبح مستمع إليه في معهد الدفاع الوطني.

### الدبلوماسية

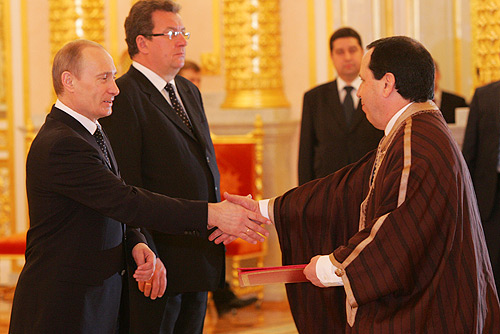
خميس الجهيناوي (يمين) عند تقديم أوراق اعتماده للرئيس الروسي فلاديمير بوتين في 28 أبريل 2008.

في مايو 1996، أرسل الجهيناوي لافتتاح مكتب تونس في تل أبيب في إسرائيل الذي ترأسه لفترة. بين 1996 و1998، كلف بمهمة بمكتب وزير الشؤون الخارجية. بين مارس 1999 وأكتوبر 2004، عين سفيرا لتونس في المملكة المتحدة التي أضيف إليها أيضا بداية من أكتوبر 1999 جمهورية أيرلندا، وكان مقر السفارة في لندن. بين ديسمبر 2004 و2006، كان رئيس مكتب وزير الشؤون الخارجية عبد الوهاب عبد الله. بين يناير 2006 وديسمبر 2007، عين مديرا عاما للشؤون السياسية والاقتصادية والتعاون لأوروبا والاتحاد الأوروبي.

أخيرا، بين 2008 و2011، عين سفيرا لتونس في روسيا، المنصب الذي يضم أيضا أوكرانيا والدول العضوة في رابطة الدول المستقلة. من سفير مفوض وفوق العادة، أصبح في مارس 2011، وزيرا مفوضا كبيرا.

قدم العديد من المحاضرات في عدة جامعات ومؤسسات دولية حول السياسة الدولية، الموضوع الذي كتب حوله العديد من التقارير والبحوث.

### السياسة
بعد الثورة التونسية في 2011، عين خميس الجهيناوي كاتب دولة لدى وزير الشؤون الخارجية المولدي الكافي في حكومة الباجي قائد السبسي. شغل هذا المنصب بالتشارك مع رضوان النويصر الذي بدأ هذا المنصب في 17 يناير من نفس السنة، وغادرا الإثنين هذا المنصب في 24 ديسمبر 2011.

في 1 يناير 2015، عين الجهيناوي ككاتب دولة مستشار مكلف بالدبلوماسية في مكتب رئيس الجمهورية التونسية الباجي قائد السبسي.

في 6 يناير 2016، عين الجهيناوي وزيرا للشؤون الخارجية في حكومة الحبيب الصيد، وتسلم منصبه في 12 يناير بعد يوم من منحه الثقة من البرلمان.

## الحياة الشخصية
خميس الجهيناوي متزوج ولديه طفلان.

## مقالات ذات صلة
- وزارة الشؤون الخارجية (تونس)
- حكومة الباجي قائد السبسي
- حكومة الحبيب الصيد